# 1648 год в России
Царствование: 1645—1676 — Алексея Михайловича

## События
В хронологическом порядке:
- 16 (26) января — венчание царя Алексея Михайловича и Марии Ильиничны Милославской (1624—1669)[1][2].
- 26 января (5 февраля) — Милославский Илья Данилович выдал замуж за Морозова Бориса Ивановича свою вторую дочь — Анну Ильиничну[2].
- «Соляной бунт» в Москве[1].
  - 1 (11) июня — посадские люди попытались подать царю челобитную, ехавшему из Троице-Сергиева монастыря в Москву. Челобитчики были избиты стрельцами, несколько человек арестованы[3].
  - 2 (12) июня — царя, возвращавшегося из Сретенского монастыря в Московский кремль, вновь окружила толпа, требовавшая освободить арестованных и наказать обидчиков[3].
  - Московский стрелецкий гарнизон, чьё жалование подверглось сокращению, отказался по приказу Б.И. Морозова пресечь волнения[3].
  - В Москве произошли погромы, во время которых был убит Н.И. Чистой (считался инициатором введения соляной пошлины, примерно 50% от её стоимости), разграблены дворы Морозова, князей Н.И. Одоевского, А.М. Львова и других[3].
  - 3 (13) июня — в Москве, в результате погромов, возник большой пожар (сгорело несколько тысяч дворов внутри и за пределами Белого города). Духовенство и члены Боярской думы не смогли уговорить толпу прекратить бунт. Алексей Михайлович был вынужден отдать толпе для убийства главу Земского приказа Л.С. Плещеева[3].
  - 5 (15) июня — казнён глава Пушкарского приказа П.Т. Траханиотов, за "измену и московский поджог" (оправдан посмертно)[3].
  - 10 (20) июня — съехавшиеся в столицу выборные дворяне (городовые) и высшие слои московского посада, для улучшения своего положения, подали царю совместную челобитную с требованием под угрозой новых волнений провести судебно-правовую реформу[3].
  - 12 (22) июня — арестован и выслан из Москвы в Кирилло-Белозерский монастырь  Б.И. Морозов (возвращен осенью этого же года по случаю торжеств рождения царевича Дмитрия Алексеевича)[3].
  - 16 (26) июля — созванный Земский собор решил удовлетворить основные требования дворянства и посадских людей (учтены при подготовке Соборного уложения 1649 года)[3].
  - Заседание Земского собора для выработки нового уложения (свода законов); уложенная комиссия князя Н. И. Одоевского[1].
- 8 (18) июня — Богдан Хмельницкий посылает царю Алексею Михайловичу письмо с просьбой оказания помощи в борьбе с Речью Посполитой и принять под "государеву высокую руку" подконтрольную восставшими казаками территорию[4].
- Июнь — Богдан Хмельницкий угрожал Алексею Михайловичу, что в случае отказа или промедления оказания помощи, совместно с крымскими татарами совершит рейд в Русское государство[4].
- Июнь-декабрь — восстания в Сольвычегодске, Устюге Великом, Соликамске, Чердыни, Козлове, Курске, Воронеже, Томске, Нарыме и Сургуте[1].
- Июль — посольство во главе с голландским послом К. Бургом и шведским резидентом К. Помереннингом в Москве[5].
- Сентябрь — царский указ о запрете публичных представлений — «позорищ»[1].
- Сентябрь — декабрь — Богдан Хмельницкий вновь трижды угрожал Алексею Михайловичу началом войны с Русским государством самостоятельно либо при поддержке крымских татар, в случае неоказания помощи. Условия Хмельницкого означали вступления в новую войну с Речью Посполитой. Русское правительство посчитало необходимостью соблюдать Поляновский мир 1634 года[4].
- 1 сентября — начало рассмотрение и принятия Земским собором проекта нового уложения (до 29 января 1649)[1].
- 22 октября — родился царский первенец Дмитрий; скончается, не дожив до года.
- Конец года — казаки Новгородского уезда переведены с хлебного и денежного жалования на земельный оклад[5].

### События без точной даты:
- В Москве издана церковнославянская «Грамматика» Мелетия (перв. изд. Вевис, 1619)[1].
- Крымский хан Ислам III Гирей заключил союз с гетманом Б.М. Хмельницким, который удерживал хана от набегов на Русское государство в течение 6 лет[6].
- Б.М. Хмельницкий избран восставшими казаками "старшим" Запорожского войска (взамен комиссара, назначенного в 1638 году Сеймом Речи Посполитой из представителей шляхты). Вскоре стал называть себя гетманом[7].
- Кузнецкий острог отразил нападение киргизов, томских и кузнецких татар, телеутов и джунгаров[8].
- Пожалованы окольничеством: Милославский Илья Данилович (27 января—12 февраля, потом боярин)[2], Милославский Иван Андреевич, Милославский Фёдор Яковлевич, Ромодановский Иван Иванович, Хитрово Богдан Матвеевич (см. 1647 год), Хлопов Кирилл Осипович[9].
- Пожалованы боярством: Пронский Михаил Петрович (ум. 1655), Милославский Илья Данилович (ум. 1668)[9], Долгоруков Юрий Алексеевич[10].
- Местничество: 
  - Зюзин Никита Алексеевич и Пушкин Борис Иванович[11].
  - Воронёнок-Бутурлин Тимофей Фёдорович и Буйносов-Ростовский Алексей Иванович[11].
  - Хилков Иван Андреевич и Шереметев Василий Борисович[11].
  - Отяев Василий Петрович. Челобитье в связи с назначением в Новую четь на выемки[11].
  - Кашкаров Семён Иванович и Муравьёв Семён Фёдорович (1648-1649)[11].
  - Охотин-Плещеев Алексей Дмитриевич и Хилков Василий Борисович[11].
  - Лопухин Илларион Дмитриевич. Челобитье о записи его с дворянами, а не с дьяками, в связи с делом дьяки —гости[11].
  - Дворяне и дети боярские ряшане. Дело по их челобитной о поверстании их и выдаче им оклада "по старине", а не с новыми городами (1648-1649)[11].

## Землепроходцы
- Экспедиция Семёна Дежнёва[12]:
  - Лето — отряды Семёна Дежнёва и Федота Попова на лодках поморов, кочах, выходят из устья Колымы в Тихий океан[1].
  - Дежнёв С.И. и Попов Ф.А. прошли проливом Лонга, первыми обогнули морем крайнюю северо-восточную точку Азии и доказали существование прохода (Берингов пролив) из Северного Ледовитого океана в Тихий океан[13].
  - Сентябрь — Дежнёв открывает пролив между Азией и Америкой и исследует путь с Анадыря до притока Колымы Анюй[1] (отчёт об экспедиции стал известен только в XVIII веке)[14].
  - Дежнёв и Попов обследовали 1000 км. северного побережья Чукотского полуострова и оказались первооткрывателями Чукотского и Берингова морей[13].
  - Октябрь — коч Дежнёва выброшен бурей на пустынный берег южнее устья р. Анадырь. До него отряд добирался 10 недель на лыжах с нартами и устроился там на зимовку, во время которой погибло 13 человек[12].
- Лето — землепроходец Василий Сычёв первым спустился к Хатангскому заливу море Лаптевых[13].
- Сентябрь — отрядом землепроходца Иван Алексеевич Галкина основан Баргузинский острог во время похода по северному берегу Байкала[1].
- Филиппов Алексей обследовал северное побережье Охотского моря[13].

## Города и поселения
- Май — по царскому указу, с целью защиты восточных границ царства от набега кочевых племён, окольничим Богданом Хитрово заложена крепость Синбирск (сов. Ульяновск)[15].
- 1 (11) октября — на правом берегу р. Уда, красноярским казачьим атаманом Тюменцевым Е. В. в день Покрова пресвятой Богородицы (отсюда второе название Покровский городок) основано зимовье (сов. г. Нижнеудинск)[16].
- Хитрово Богдан Матвеевич руководил строительством засечных черт между реками Барыш и Волга (см. 1647)[15].
- Русскими переселенцами основан Кунгур[17].

## Руководители приказов[18]
| Года      | Приказ                    | Ф,И,О главы                     | Примечания  |
| --------- | ------------------------- | ------------------------------- | ----------- |
| 1646-1648 | Большой Казны             | Морозов Борис Иванович          | Боярин      |
| 1646-1648 | Стрелецкий приказ         | Морозов Борис Иванович          | Боярин      |
| 1646-1648 | Иноземский приказ         | Морозов Борис Иванович          | Боярин      |
| 1646-1648 | Аптекарский приказ        | Морозов Борис Иванович          | Боярин      |
| 1646-1648 | Новая четверть            | Морозов Борис Иванович          | Боярин      |
| 1648-1654 | Царская мастерская палата | Ртищев Фёдор Михайлович Большой |             |
| 1648-1665 | Стрелецкий приказ         | Милославский Илья Данилович     | Боярин      |
| 1648-1648 | Сыскной приказ            | Милославский Илья Данилович     | Боярин      |
| 1648-1666 | Большой казны             | Милославский Илья Данилович     | Боярин      |
| 1648-1654 | Сыскной приказ            | Долгоруков Юрий Алексеевич      | Боярин      |
| 1630-1661 | Разрядный приказ          | Гавренёв Иван Афанасьевич       | Думный дьяк |
| 1648      | Судный приказ             | Шереметев Василий Борисович     |             |
| 1648      | Аптекарский приказ        | Черкасский Яков Куденетович     | Боярин      |

## Воеводы[22]
Города по алфавиту
| Года      | Город     | Ф,И,О воеводы                  | Примечание        |
| --------- | --------- | ------------------------------ | ----------------- |
| 1648-1651 | Алексин   | Дашков Емельян Захарьевич      |                   |
| 1646-1649 | Арзамас   | Травин Леонтий Иванович        | В другом акте Лев |
| 1646-1649 | Астрахань | Куракин Фёдор Семёнович        | Боярин            |
| 1647-1648 | Атемар    | Хитрово Богдан Матвеевич       | Стольник          |
| 1646-1648 | Берёзов   | Лодыженский Михаил Семёнович   | Стольник          |
| 1647-1649 | Болхов    | Давыдов Никифор Алексеевич     | Серпьянин         |
| 1646-1649 | Боровск   | Безобразов Василий Меркурьевич |                   |
| 1646-1648 | Брянск    | Звенигородский Алексей Юрьевич | Стольник          |
| 1648-1649 | Брянск    | Мещерский Никифор Фёдорович    |                   |
| 1648-1650 | Бежецк    | Непейцын Борис Иванович        |                   |
| 1647-1648 | Белгород  | Бутурлин Тимофей Фёдорович     |                   |
| 1648-1650 | Белгород  | Пронский Иван Петрович         | Стольник          |
| 1646-1648 | Белёв     | Сытин Константин Сильверстович |                   |
| 1648      | Белёв     | Пестриков Фёдор Тимофеевич     |                   |

## Родились
- Дмитрий Алексеевич (22 октября [1 ноября] 1648 — 6 октября 1649) — царевич, первый сын царя Алексея Михайловича и царицы Марии Ильиничны.
- Хованский, Пётр Иванович Змей (ок. 1648—1716) — князь, государственный и военный деятель, боярин и полковой воевода.

## Умерли
- Афанасий Филиппович (ок. 1595, Брестчина — 5 сентября [15 сентября] 1648) — святой Русской православной церкви, религиозный деятель, публицист, писатель и композитор.
- Бутурлин, Михаил Матвеевич (? — 1648) — царский стольник, затем окольничий и воевода.
- Волконский, Иван Фёдорович Лось (? — 1648) — дворянин московский и воевода.
- Кропоткин, Василий Петрович (ум. 1648) — воевода и дворянин московский.
- Плещеев, Леонтий Степанович — дворянин, воевода, судья Земского приказа.
- Траханиотов, Пётр Тихонович (? — 5 июня 1648) — русский государственный деятель, окольничий и глава Пушкарского приказа.